# BR-376
La BR-376 es una carretera brasileña diagonal que conecta Dourados, en Mato Grosso do Sul, con Garuva, en Santa Catarina. En el tramo de Paraná, se le conoce como Rodovia do Café, y en Curitiba, como Contorno Sul. En el tramo entre Garuva y Curitiba, incorpora BR-101, dado que el tramo de BR-101 en Paraná solo está previsto.

## Historia
La ruta Rodovia do Café fue inicialmente considerada por el gobierno imperial de Brasil. Un informe de la expedición encabezada por los ingenieros alemanes, José y Francisco Keller, dirigido al Gobierno Imperial, en el que se manifestaron para la apertura de esta carretera, con interés incluso por una carretera transcontinental, señaló el camino más corto entre la costa de Brasil y Mato Grosso a través del territorio de Paraná. Fue el primer borrador de la futura carretera.
Varios estudios posteriores se realizaron para encontrar la mejor ruta a través de los ríos Ivaí, Tibaji y sertões adyacentes. En 1871, en Curitiba, se colocó la piedra angular del puente sobre el río Ivo, cuando comenzó la construcción de la Estrada de Mato Grosso, que se extendió al noroeste de la Estrada da Graciosa. Este camino se extendía por Campo Largo, Palmeira y Ponta Grossa. A partir de 1928, con el primer Plan de Carreteras de Paraná, se comenzaron a elaborar pautas para cumplir con la conexión con la región norte del Estado. Hasta 1939, no había camino que conectara el norte de Paraná con el puerto de Paranaguá; a excepción del ferrocarril, solo los cargueros y vagones realizaban transporte en las regiones intermedias. La conexión norte y sur del Estado fue realizada por la antigua Estrada do Cerne, un camino lleno de curvas, estrecho y sin pavimento.
En 1944 comenzó la construcción de una nueva carretera. Con la creación del DER en 1946, la construcción continuó, cuyo trabajo en una etapa temprana se abrió al tráfico en 1951. El trabajo que causó un gran impacto en Paraná, en la década de 1960, fue el Rodovia do Café. Cuando se llegó a definir la directriz global de Rodovia do Café, con la ruta más adecuada para el flujo de cultivos al Puerto de Paranaguá, se sugirieron varias soluciones. A principios de esa década, su implementación básica tenía solo 154 km de largo. El objetivo principal del período era pavimentar el tramo Ponta Grossa-Apucarana. Esta carretera sería la principal salida para los cultivos de café, promoviendo la circulación de la riqueza y actuando como un instrumento de integración interna económica, social y política. También llamada Rodovia da Integração, proporcionó, al final de su construcción, el flujo de más de 4 millones de toneladas de producción agrícola, principalmente café y cereales. Con la entrega oficial al tráfico, en julio de 1965, Rodovia do Café hizo posible una reducción considerable en el tiempo de viaje, ya que un camión cargado, en promedio, tardó 18 horas en viajar en las 38 horas anteriores, acortándose en 142 km el tramo desde Maringá hasta el puerto de Paranaguá, contribuyendo así a un mayor movimiento del puerto de Paraná, en detrimento del de Santos.

## Importancia económica
La carretera es extremadamente importante para transportar productos agrícolas, ganaderos e industriales desde los estados de Paraná y Mato Grosso do Sul. Como algunos ejemplos, tenemos soja, maíz, café, carne de res, papel y celulosa, madera, muebles y otros productos importantes en la región.

## Duplicaciones no realizadas
La BR-376, así como las BR 369 y 277, que forman un triángulo dentro del estado de Paraná, fueron otorgadas a empresas privadas en 1997, al comienzo de la era de las concesiones viales en Brasil. Los contratos son válidos hasta 2021. Inicialmente, deberían duplicarse 995 km de carreteras en Paraná, y se prometió a la población que el Estado tendría las carreteras del Primer Mundo, lo que impulsaría fuertemente el crecimiento económico. Pero pronto se firmaron adiciones que eliminaron las duplicaciones y otras obras de los contratos. El compromiso de duplicación cayó de 995 a 616 km. Para empeorar las cosas, en 2019, lo que se había duplicado no era más de 300 km, incluso con las tarifas de peaje aumentando cada año. El MPF (Ministerio Público Federal) llevó a cabo la Operación Integración, que mostró que los cambios realizados en los contratos son parte de un esquema de soborno millonario. Las compañías pagaron al menos R $ 35 millones en honorarios para lograr estos cambios en los contratos. La desviación de dinero estimada en el sistema de peaje asciende a R $ 8,4 mil millones. Algunos de los citados por el MPF para recibir estas tarifas son: Jaime Lerner, Roberto Requião y Beto Richa, todos los exgobernadores del Estado de Paraná, y los concesionarios Rodonorte, Econorte, Ecovia, Ecocataratas, Caminhos do Paraná y Viapar estarían involucrados.
Para la próxima concesión, que tendrá lugar en 2021, el Gobierno Federal, bajo el mando de Jair Bolsonaro, y el Gobierno del Estado de Paraná, bajo el mando de Ratinho Jr., tienen la intención conjunta de adoptar un modelo con tarifas más bajas, garantía que las duplicaciones ocurren rápidamente y también aseguran la transparencia en el gasto.

## Galería

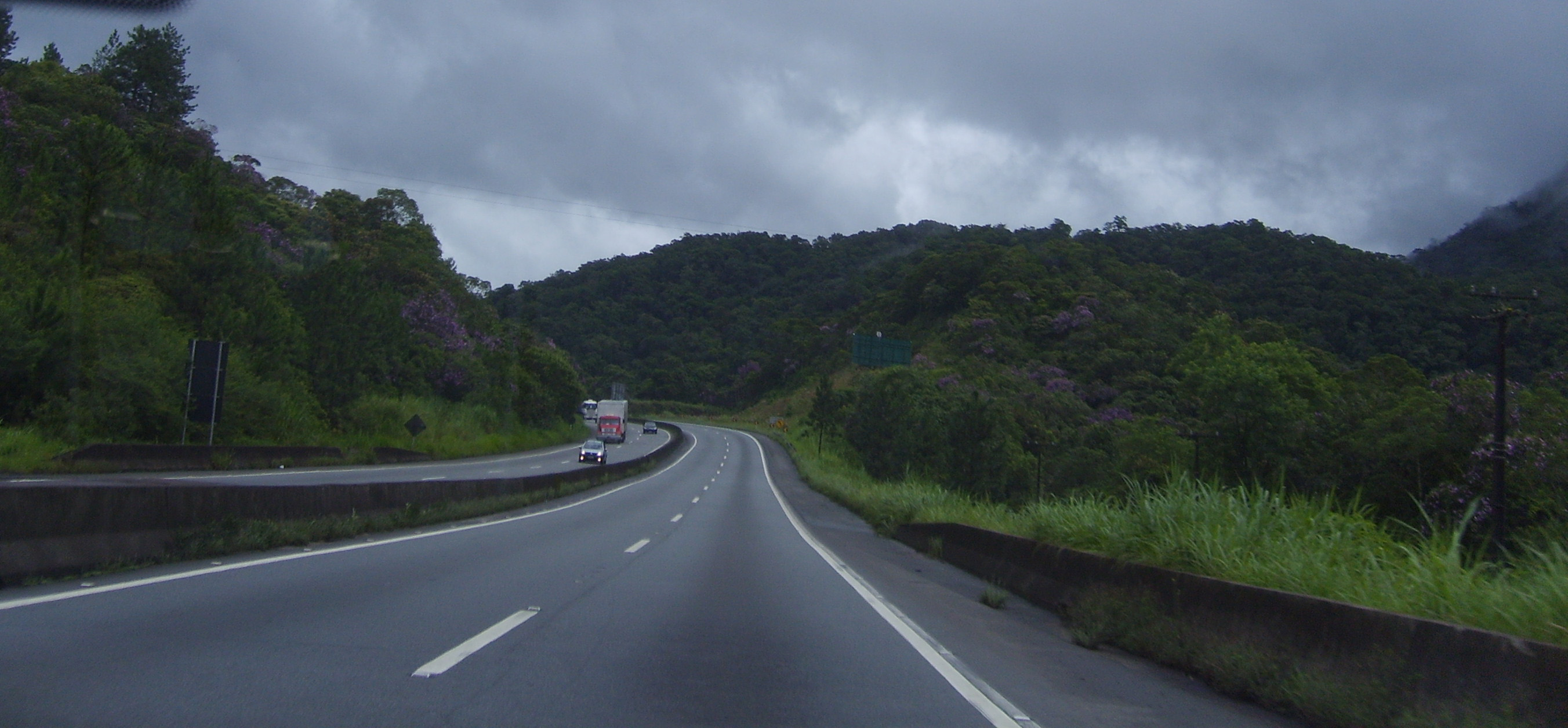
BR-376 entre Curitiba y Garuva, Paraná.
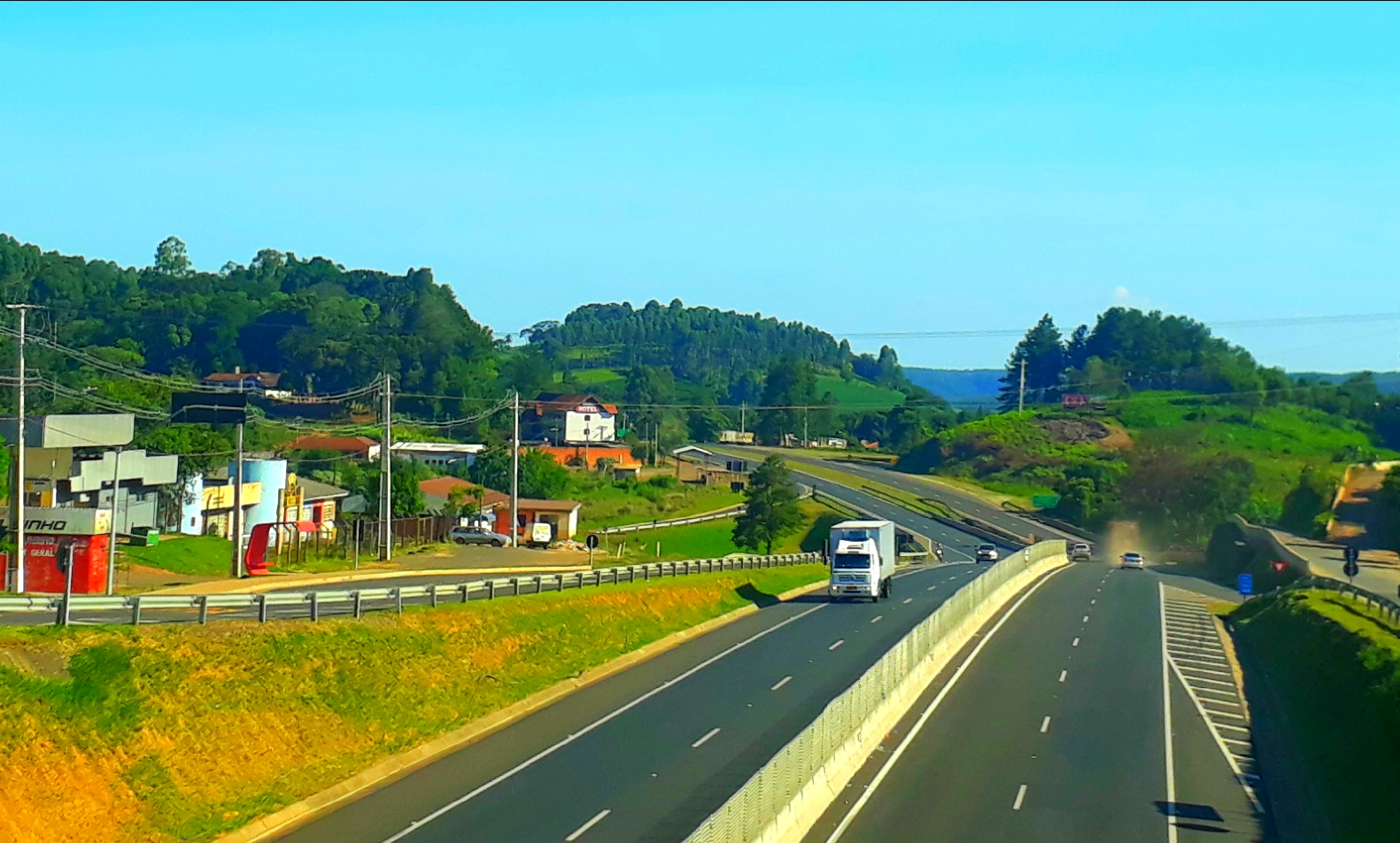
BR-376 en Imbaú, Paraná.
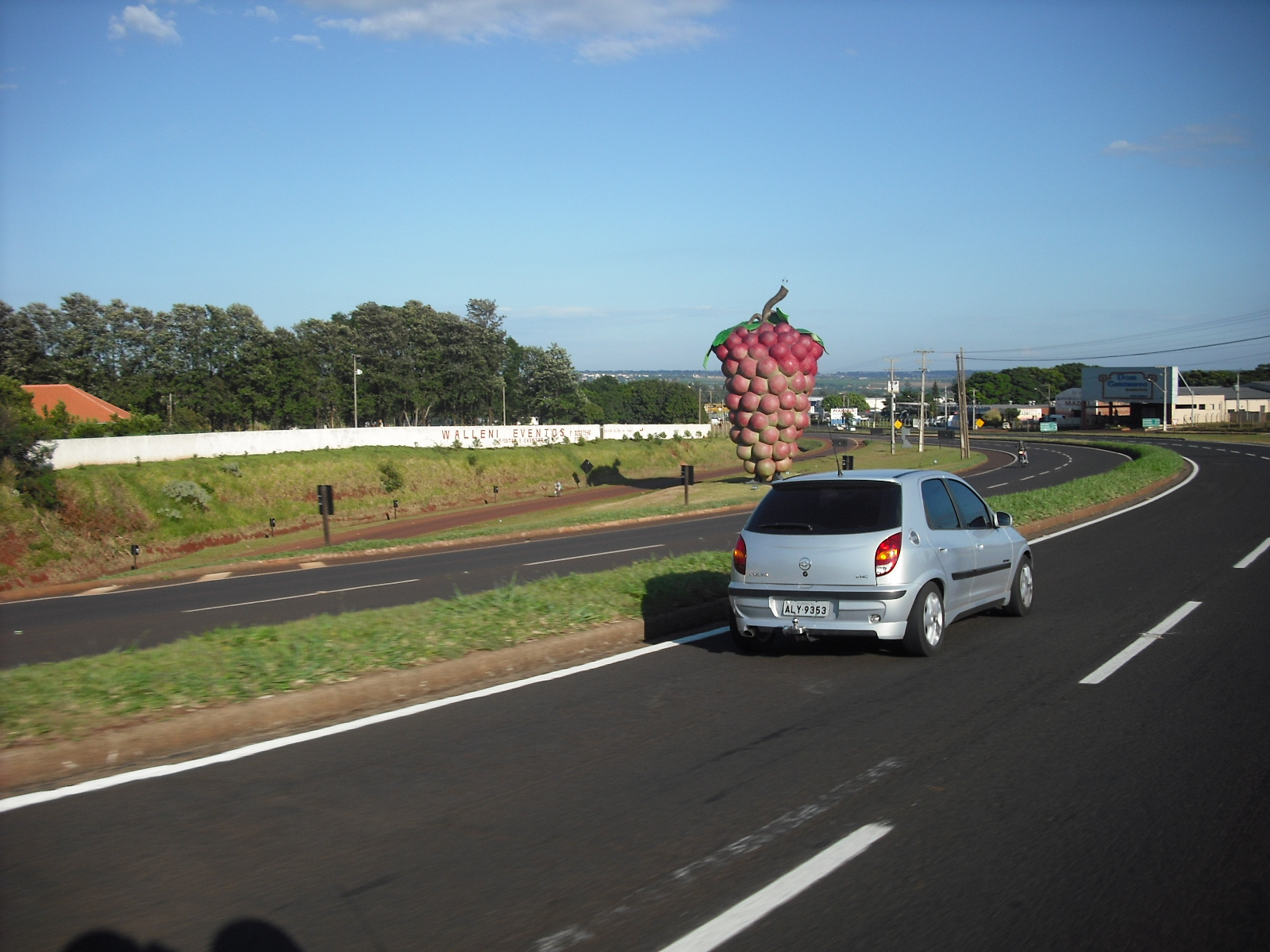
BR-376 en Marialva, Paraná.